# Krum (Bulgarien)

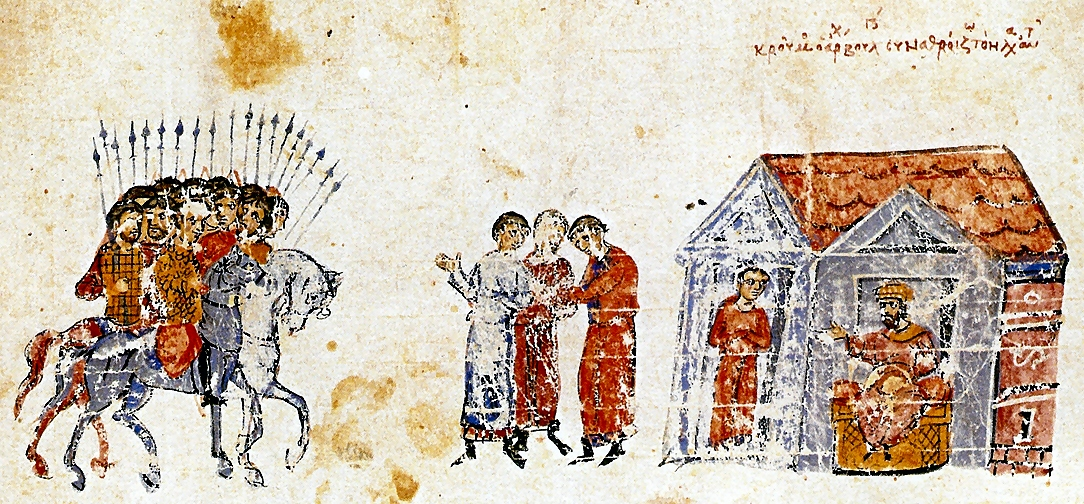
Krum versammelt seine Leute (Chronik des Johannes Skylitzes)

Krum († 13. April 814 in Konstantinopel) war von 803 bis 814 Khan des Ersten Bulgarischen Reichs. Er folgte Khan Kardam auf dem Thron.

## Leben

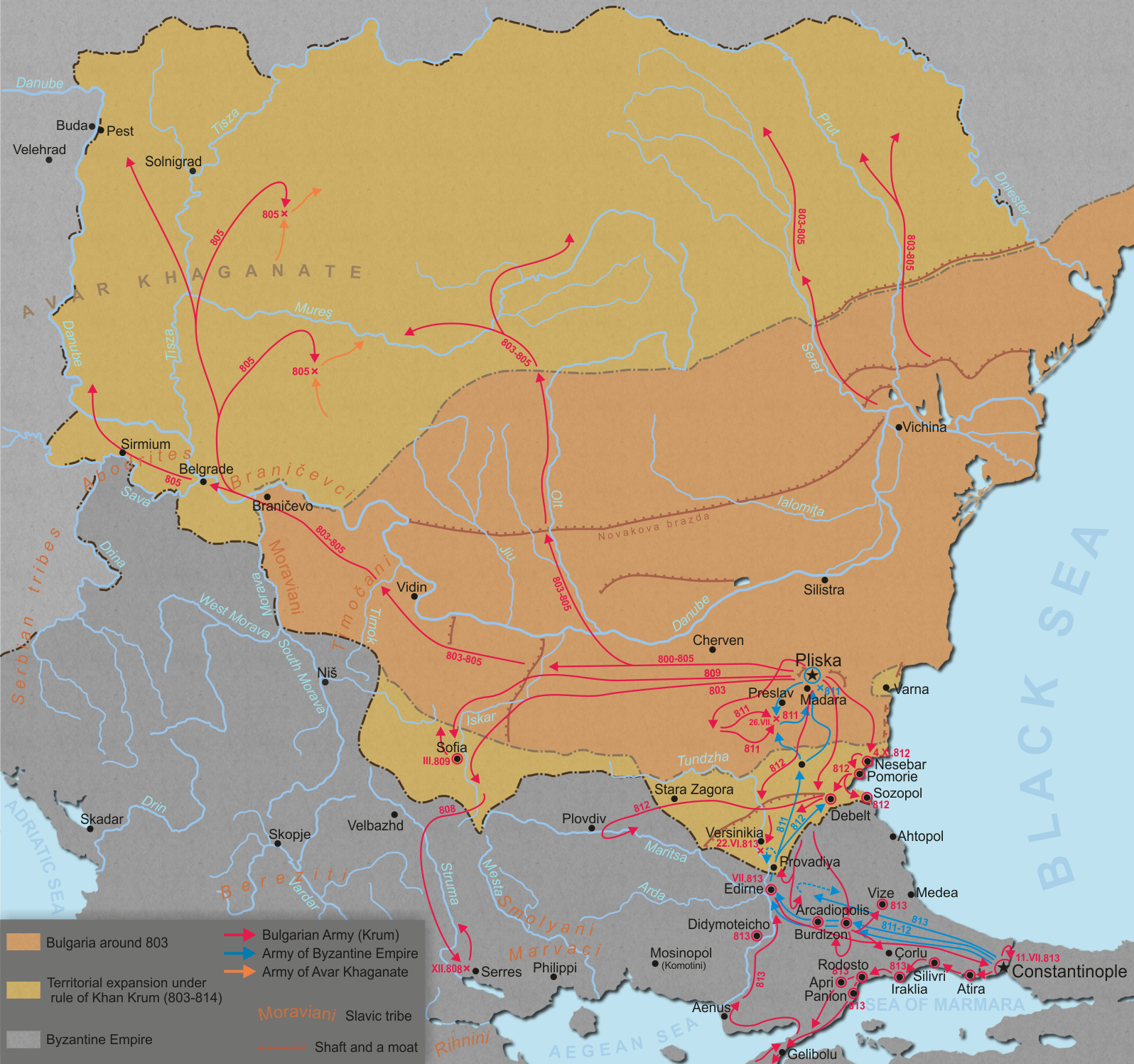
Bulgarien unter Khan Krum

Über Krums Herkunft ist nichts Genaueres bekannt. Erwähnt ist er im byzantinischen Lexikon Suda, welches gute 150 Jahre nach seinem Tod entstanden ist. Man nimmt an, dass er der Herrschaftsfamilie Dulo angehört. Der Dulo-Dynastie gehörten auch die Gründer des Großbulgarischen und des Donaubulgarischen Reiches, die Khane Kubrat und Asparuch an.
Unter Khan Krum erstreckte sich das Bulgarenreich vom Reich Karls des Großen im Westen bis beinahe an die Mauern Konstantinopels im Osten. In seiner Regierungszeit vernichteten die Franken vom Nordwesten und die Bulgaren vom Südosten aus das Awarische Khanat. Khan Krum vereinigte 807 die zwei bulgarischen Reiche auf dem Balkan, welche bis dahin durch das Gebiet um die Via Militaris getrennt waren. Bulgarien wurde damit zu einem mächtigen Reich innerhalb Europas und erweiterte sein Gebiet im Norden bis zur Theiß und im Osten bis zum Fluss Dnister (in der heutigen Ukraine).
Im Spätherbst 808 schlug er ein großes byzantinisches Heer, was der Beginn von langwierigen und blutigen Kämpfen war. 809 nahmen die Bulgaren Serdica, das heutige Sofia ein. Bald darauf wendete sich das Kriegsglück und Kaiser Nikephoros I. zerstörte seinen Regierungssitz. Krum nahm im Jahre 811 Rache, indem er dem kaiserlichen Heer und dem Kaiser selbst am 24. Juli 811 in einem Engpass auflauerte und in der Schlacht am Warbiza-Pass nicht nur das byzantinische Heer vernichtete, sondern auch Nikephoros tötete und seinen Sohn und Nachfolger Staurakios schwer verwundete. Zudem schlug er dem Kaiser den Kopf ab und ließ aus seinem Schädel einen Trinkbecher fertigen. Staurakios wurde am 28. Juli in Hadrianopel zum Kaiser gekrönt und nach nur einmonatiger Herrschaft vom Patriarchen Nikephoros abgesetzt und in ein Kloster verbannt, wo er fünf Monate später unter schrecklichen Schmerzen verstarb. Sein Nachfolger wurde Michael I. Rangabe, der die Schlacht unverletzt überlebt hatte und mit Prokopia, einer Tochter von Nikephoros I. verheiratet war.

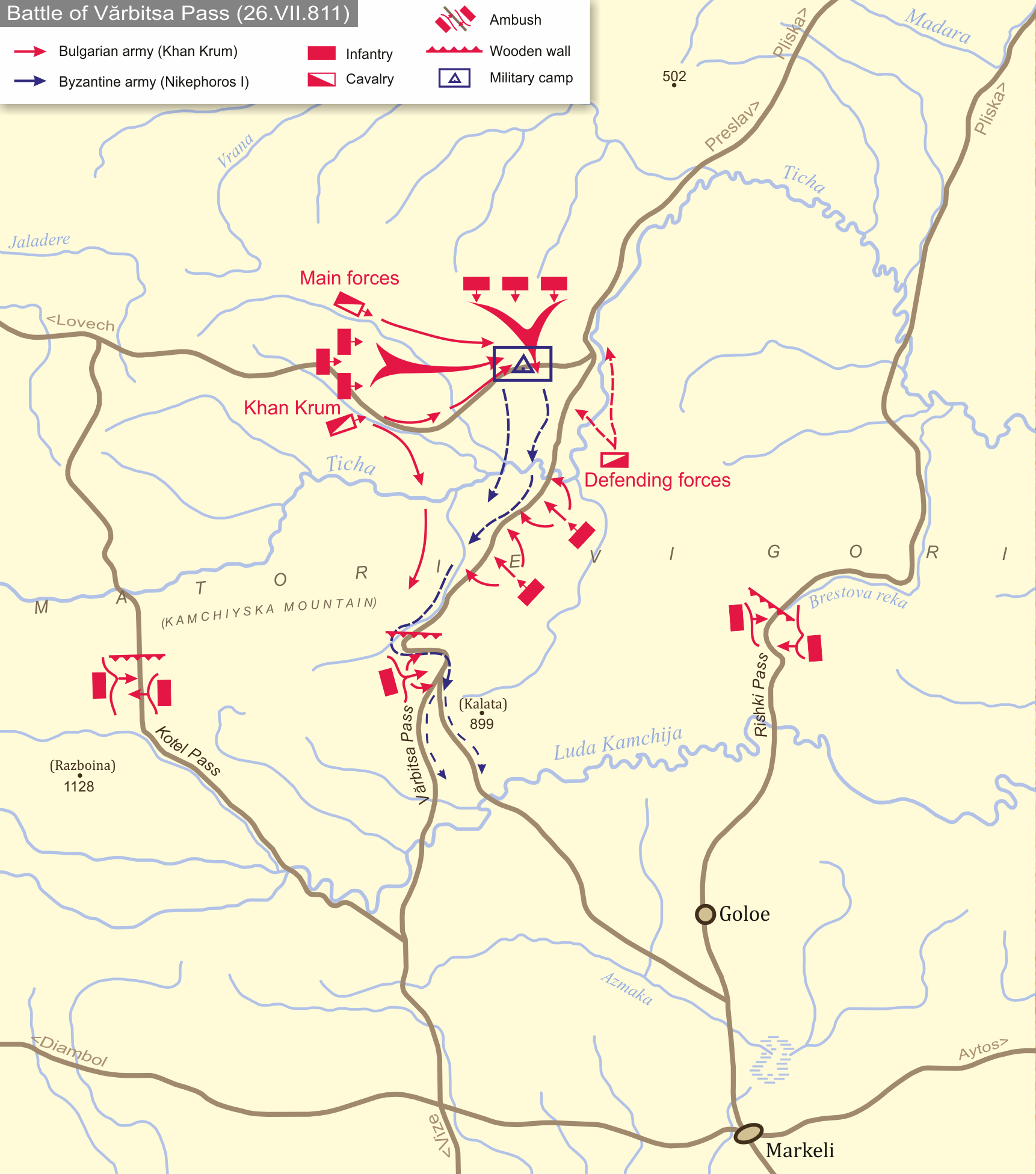
Die Schlacht am Warbiza-Pass 811

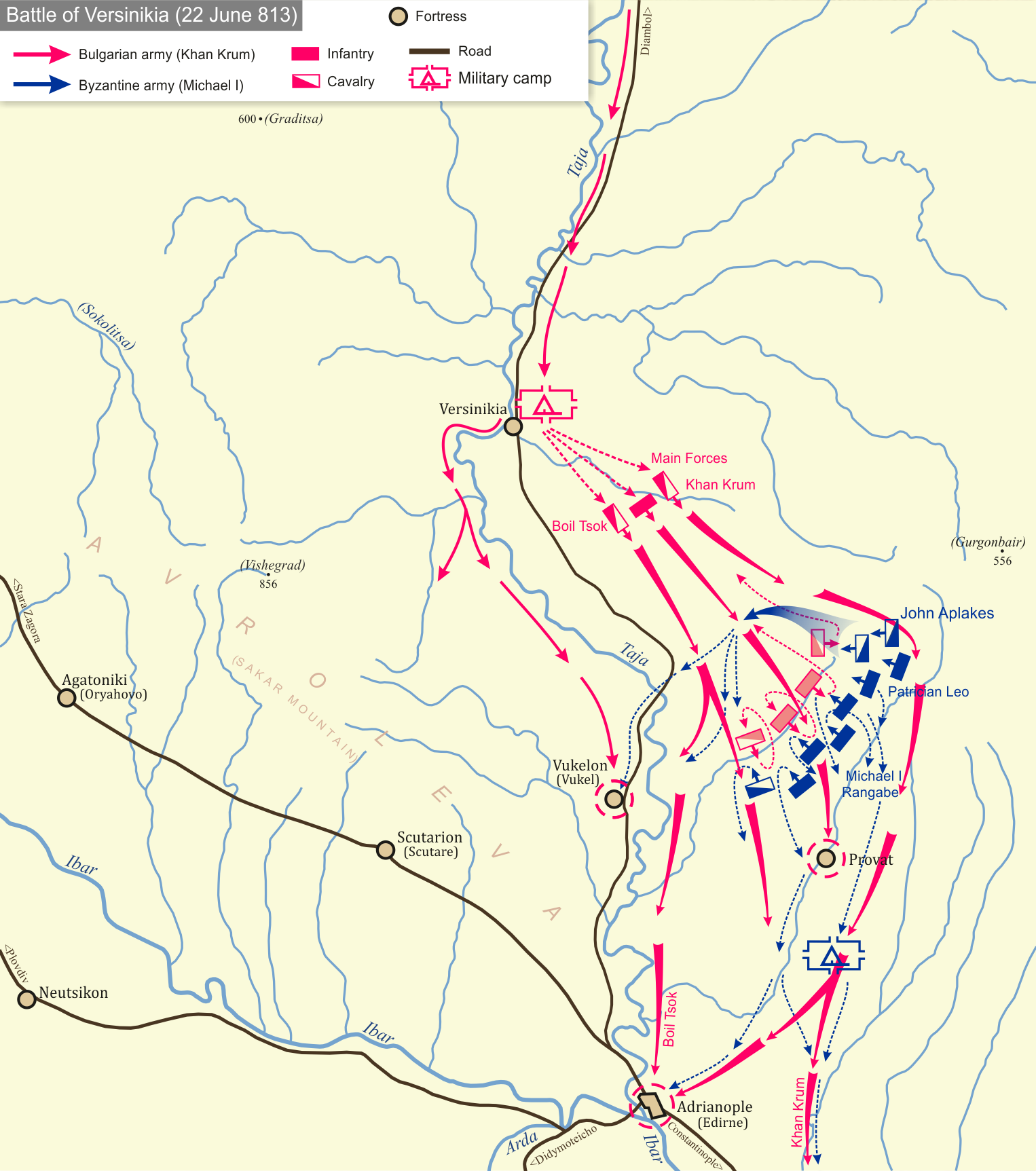
Die Schlacht von Versinikia 813

Gleichzeitig bot Krum an, den von Khan Terwel 716 mit den Byzantinern geschlossenen Frieden zu erneuern, unter der Anerkennung der territorialen Gewinne der Bulgaren. Dies wurde jedoch von dem neuen Kaiser Michael I. abgelehnt. Daraufhin überquerte  die bulgarische Streitmacht das Balkangebirge und nahm Mesambria an der Schwarzmeerküste ein. Unter der Beute waren 36 Vorrichtungen für das bis zu diesem Moment geheim gehaltene Griechische Feuer. Nach der Einnahme Mesambrias richtete sich der Blick Krums auf Konstantinopel. Hierfür musste er jedoch Adrianopel einnehmen, eine größere Stadt, deren Garnison durch Reste des byzantinischen Heeres verstärkt worden war. In der Nähe der Stadt, bei der Festung Versinikia kam es am 22. Juni 813 zur Schlacht um Adrianopel, die mit einem erneuten bulgarischen Sieg endete. Nach der Schlacht wurde das byzantinische Thema Makedonien mit dessen Hauptstadt Adrianopel dem bulgarischen Reich hinzugefügt. Kaiser Michael I. Rangabe flüchtete nach Konstantinopel, wurde aber von Leo dem Armenier zusammen mit seinem Sohn und Mitkaiser Theophylaktos abgesetzt.
Die Herrschaft von Khan Krum hatte bereits zu diesem Zeitpunkt für drei byzantinische Kaiser entweder den Tod oder den Sturz bedeutet. Während er nun Konstantinopel belagerte, erlitt der Khan am 13. April 814 einen Blutsturz und starb. Seine Herrschaft und die seiner unmittelbaren Nachfolger war eine Wachstumsphase des Bulgarischen Reiches, die neben den militärischen Erfolgen vor allem auf der Integration der besiegten Awaren und kleinerer slawischer Völker basierte. Auf dem Thron folgte ihm sein Sohn Khan Omurtag, der mit dem byzantinischen Kaiser Leo dem Armenier einen 30-jährigen Frieden schloss.

## Die Gesetze von Khan Krum
Khan Krum gilt als einer der bedeutendsten Gesetzesgeber in der frühen bulgarischen Geschichte, der auch als erster die Gesetze schriftlich niederschreiben ließ. Er ersetzte die Stammesrechte durch ein einheitliches Rechtssystem.
Dabei zielte er auf eine Überwindung der Grenzen zwischen den großen Bevölkerungsgruppen Bulgariens, den Slawen und Protobulgaren. Die neuen Gesetze galten für alle Bürger gleichermaßen. Der Suda zufolge soll er die besiegten Awaren befragt haben, warum ihr einst so mächtiges Reich untergegangen sei. Nachdem die gefangenen Awaren bekannt hatten, dass Verleumdung, Bestechung und Trunkenheit die Ursachen ihres Untergangs gewesen seien, erließ Krum entsprechende Gesetze, um einen ähnlichen Niedergang der Bulgaren von vornherein zu verhindern. In diesen Gesetzen verbot er z. B. den Anbau von Wein und erließ, dass einem Denunzianten erst dann geglaubt werden dürfe, wenn er unter der Folter befragt worden sei, was die Zahl der Denunziationen wahrscheinlich reduzierte. Auch sonst existierten strenge Gesetze: Dieben z. B. sollten die Beine gebrochen werden und wer sich mit einem Dieb an einen Tisch setzte, ging seines Vermögens verlustig.
Er unternahm weiter nach byzantinischem Muster administrative Reformen, die die Stellung des Herrschers stärkten und den Einfluss des konkurrierenden bulgarischen Adels beseitigten. Dadurch schritten die Slawisierung und Konsolidierung des Staates immer mehr voran.